# Cephalotaxus oliveri
Espèce
Synonymes
- Cephalotaxus griffithii Oliv.[1]

Statut de conservation UICN

 VU A2cd : Vulnérable
Cephalotaxus oliveri est une espèce de plantes de la famille des Taxodiaceae.

## Publication originale
- Bulletin de l'Herbier Boissier 6: 270. 1898.